# Fernando Vargas Peralta
Juan Fernando Vargas Peralta (Temuco, 23 de abril de 1914 - La Serena, 11 de agosto de 1996) fue un empresario e industrial agrícola y político chileno, diputado por la Cuarta Agrupación Departamental (La Serena, Coquimbo, Elqui, Ovalle, Combarbalá e Illapel) de la entonces Provincia de Coquimbo, entre 1969 y 1973. Militó en el Partido Liberal y luego en el Partido Nacional. También fue regidor por la comuna de Paihuano en tres períodos entre 1953 y 1969.
Hijo de Carlos Vargas Salcedo y Betsabé Peralta Rodríguez, contrajo matrimonio en Paihuano en 1943 con Gabriela Rodríguez Castro y tuvo cinco hijos: Fernando, Carmen Luz, Juan Enrique, María del Pilar y María Gabriela —esta última casada con Eugenio Munizaga—.

## Estudios y trayectoria laboral
Estudió en el colegio de los Padres Alemanes en La Serena y posteriormente ingresó a la Escuela Militar del Libertador Bernardo O'Higgins donde obtuvo el grado de Oficial de Armada. Se retiró en 1939 como guardiamarina de primera clase.
A partir de 1939 se dedicó a las actividades agrícolas como empresario agrícola y a partir de 1945 como industrial agrícola. También se desempeñó como juez en la localidad de Alcohuaz entre 1947 y 1957.

## Trayectoria política
Inició sus actividades políticas en 1945 al integrarse al Partido Liberal y como tal, fue secretario de la Asamblea Liberal de Paihuano y en 1958 integró el Consejo Agrupacional de Coquimbo. En 1967 se incorporó al Partido Nacional (que nació producto de la fusión del Partido Liberal con el Partido Conservador Unido) donde fue miembro del Consejo Provincial Coquimbo.
En representación primero del Partido Liberal y luego del Nacional, fue elegido regidor por Paihuano en tres períodos, 1953-1956, 1960-1963 y 1967-1969.
Durante su período parlamentario (1969-1973) integró la Comisión Permanente de Defensa Nacional, Educación Física y Deportes.

## Membresías
Fue director de la Sociedad Agrícola del Norte en La Serena; por siete periodos presidió la Asociación de Regantes del Estero Derecho de Pisco Elqui; fue secretario del Sindicato de Empleadores Agrícolas de Paihuano; y por tres periodos presidió la Junta Local Agraria de Paihuano.

## Historial electoral

### Elecciones parlamentarias de 1969
- Elecciones parlamentarias de 1969 - Diputados para la 4° Agrupación Departamental (Coquimbo)[4]